# ポストプレー
ポストプレーとは、スポーツのオフェンス戦術のひとつ。「前線で攻撃の起点を作る」プレーの総称である。ハンドボール、バスケットボール、サッカーなどの競技で使われる。
相手陣内で、ゴールに背中を向けた状態で敵のプレーヤーを背にして、味方からボールをもらおうとするプレーのこと。
また受けたボールをキープして、
- ゴールを導くパスを出したりアシストをしたりする
- 味方選手のゴールへ切り込んでいくプレーを待つ
- 自ら相手ディフェンスを崩し、シュートする

ことによって、得点のチャンス増加を狙う。以上のプレーをする選手のことをポストプレイヤーと呼ぶ。また、2人の選手がポストプレーを行うことをダブルポストと言う。

## バスケットボールのポストプレー
相手コートのペイントエリア（制限区域）付近で、バスケット（ゴール）や相手プレーヤーを背にした状態でボールをもらおうとするプレー。バスケットボールでは3秒ルール(ヴァイオレイション)があり、ペイントエリアに長く陣取ることは出来ないので、ペイントエリア直近の位置でのポストプレーが主となる。ポストプレーを行えるペイントエリア付近にポジションを取り、ゴールを背にしてパスなどを待つことをポストアップという。ポストではポジションの競り合いなどで身体的に強靭さが求められ、身長が高いほうがリーチなどの面で有利であることから大柄な選手が得意とし、主にセンターやパワーフォワードがポストプレイヤーの役割を担う。ポストプレイヤーは、スピンムーブなどのドリブルやフックショットやジャンプショットなどのショットを放ち自ら攻めるか、もしくは残りの選手にパスして攻撃を展開させる。他の選手にマッチアップしている相手チームディフェンダーに対してスクリーンの役割も果たし、ピック・アンド・ロールやピック・アンド・ポップへの展開も可能である。
ポストプレイヤーの位置（ポスト）は、ゴールから近い順に以下のように呼ぶ。
- ローポスト:ペイントエリア外周のゴール下付近。
- ミドルポスト:ハイとローの中間程度の位置。
- ハイポスト:フリースローレーン付近。

## サッカーのポストプレー
最前線にいる攻撃の選手（主にセンターフォワード）が相手ゴールに背を向け、敵ディフェンダーを背中に背負いながら味方からのボールを受けようとするプレー。敵を背負った状態から味方がボールを出すタイミングに合わせて敵から離れて、フリーでボールを受ける場合もある。
相手ディフェンスラインの前で、楔（くさび）と呼ばれる縦パスや両サイドからのクロス、後方からのロングボール、あるいは味方ディフェンスのクリアなどを受け、ボールを自分のものにする。
ボールを得たらボールキープすることで味方選手が攻め上がるための時間を作るか、近くの味方へパスを出す。パスを受けたり、ボールをキープすることでディフェンスの意識がポストプレーヤーに集まり周囲の味方のマークが甘くなる効果があるため、前線から後方へボールを戻すことで味方のミッドフィールダーが前線で前を向いてボールを持つ助けになる。自分を追い越していく選手にパスを合わせるプレーなども行う。
ゴールが近いときにはボールを持ったまま反転してシュートを狙ったりもする。ディフェンスを背負った状態でのプレーには強靭さや背の高さ、リーチの長さが有利に働くが長時間のボールキープや様々な展開をさせる（反転シュートや狭いエリアでのショートパスなど）には足技も重要である。
攻撃の起点となるため戦術の理解や戦術眼を持ち合わせている方がよい。
最前線の選手として相手ディフェンスラインとの駆け引きも重要である。
ヤン・コラー、エルナン・クレスポ、ピーター・クラウチ、ルカ・トーニ、ケネット・アンデションなどの長身選手が得意とする（誤解のないように注釈すると単なるゴールゲッターだけでは近代サッカーでは通じないため、190cmの長身ストライカーでいくらヘディングが上手くてもポストプレーは必須科目として最低限要求されるプレーである）。

## ハンドボールにおけるポストプレー
ディフェンスのあいだを動き、ボールをもらいシュートを打つ(6mのすぐで位置取りをし、ボールを貰い、体を180°回転させてシュートを打つ)。ディフェンスを乱れさせたり、ときにはディフェンスをブロックする（体で抑える）。セットオフェンス(速攻ではない攻撃)の起点となることがある。コート内を動き回り相手のディフェンスを崩す。自分または45°、センター、サイドのプレイヤーのシュートに繋がる。